# Juba (metriker)
 For alternative betydninger, se Juba (flertydig). (Se også artikler, som begynder med Juba)
Juba var en latinsk metriker fra slutningen af 2. århundrede e.Kr., som skrev en stor metrisk håndbog væsentlig efter den græske metriker Heliodor; den blev stærkt benyttet af de senere metrikere, så at vi kender Jubas system, uagtet hans værk er tabt.